# 山下洋 (生態学者)
山下 洋（やました よう） は、日本の生態学者。京都大学名誉教授。京都大学フィールド科学教育研究センター長や、水産海洋学会会長を務めた。

## 人物・経歴
福岡県立城南高等学校を経て、九州大学農学部水産学科卒業後、1983年東京大学大学院農学系研究科博士課程水産学専門課程修了、農学博士、東京大学海洋研究所漁業測定部門助手。
1989年、水産庁東北区水産研究所主任研究官・沿岸資源研究室長。
2002年、京都大学大学院農学研究科水産実験所助教授。
2003年、京都大学フィールド科学教育研究センター教授、京都大学舞鶴水産実験所所長。
2011年、京都大学フィールド科学教育研究センター副センター長、京都大学瀬戸臨海実験所所長。
2012年、京都大学学際融合教育研究推進センター森里海連環学教育ユニット長。
2013年、水産海洋学会副会長。
2014年、日本水産学会理事。
2017年、京都大学フィールド科学教育研究センター長。
2018年、京都大学学際融合教育研究推進センター森里海連環学教育研究ユニット長。
2019年、水産海洋学会会長。
2020年、京都大学学際融合教育研究推進センター森里海連環学教育研究ユニット特任教授、京都大学名誉教授。

## 受賞
- 平成13年度水産海洋学会賞（宇田賞）[1]
- 平成14年アメリカ合衆国商務省ブロンズメダル[1]
- 平成17年度日本水産学会進歩賞[1]
- 平成20年度日本水産学会論文賞[1]
- 平成24年度日本水産学会論文賞[1]
- 平成27年度日本学術振興会審査委員表彰[1]
- 平成28年度水産海洋学会論文賞[1]
- 平成30年度日本水産学会論文賞[1]